# トリプトファン-7-ハロゲナーゼ
トリプトファン-7-ハロゲナーゼ（tryptophan 7-halogenase）は、次の化学反応を触媒する酸化還元酵素である。
トリプトファン + FADH2 + Cl- + O2 + H+ {\displaystyle \rightleftharpoons } 7-クロロ-L-トリプトファン + FAD + 2 H2O
この酵素の基質はトリプトファン、FADH2、Cl-とH+で、生成物は7-クロロ-L-トリプトファン、FADとH2Oである。
組織名はL-tryptophan:FADH2 oxidoreductase (7-halogenating) で、別名にPrnA、RebHがある。